# Герб Мещовского района
Герб муниципального образования «Мещовский район» Калужской области Российской Федерации.
Герб утверждён решением № 12 районного Собрания муниципального образования «Мещовский район» 11 сентября 2003 года.
Герб внесён в Государственный геральдический регистр Российской Федерации с присвоением регистрационного номера 1329.

## Описание герба
«В зелёном поле три золотых колоса, средний — выше боковых».

## Символика герба
За основу герба Мещовского района взят исторический герб уездного города Мещовска Калужского наместничества, Высочайше утверждённый 10 марта 1777 года, подлинное описание которого гласит:

«Въ зеленомъ полъ, три колоса златые, поставленные стропиломъ концемъ вверхъ, показующіе плодоносіе окружныхъ полей».

Город Мещовск имеет богатую историю: впервые Мещовск упоминается в летописи 1238 года как один из уделов Северской земли. В XV веке город входил в Великое княжество Литовское, в 1504 году присоединён к Русскому государству, в 1584 году выдержал осаду крымского хана, в 1608 году — Лжедмитрия II.
Мещовский район в полной мере является геральдическим правопреемником города Мещовска и отнесение сохраняющего силу исторического городского герба 1777 года ко всему району вполне оправданно и отвечает современным геральдико-правовым требованиям.
Три колоса аллегорически показывают, что большую часть территории района занимают сельскохозяйственные угодья, а жители района трудятся в аграрном секторе экономики.
Золото — это цвет солнца, скрытых сокровищ и богатства, зерна, плодородия, эликсира жизни, символизирует величие, уважение, великолепие.
Зелёный цвет дополняет символику природы района, а также символизирует изобилие, жизнь, возрождение, здоровье.

## История герба

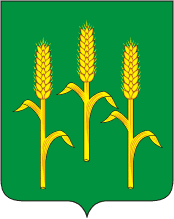
Герб Мещовска (1777 год)

11 сентября 2003 года районное Собрание муниципального образования «Мещовский район» утвердило исторический герб Мещовска (1777 года) в качестве официального символа района.
Герб Мещовска был Высочайше утверждён 10 (21) марта 1777 года императрицей Екатериной II вместе с другими гербами городов Калужского наместничества (ПСЗ, 1777, Закон № 14596)
Герб Мещовского района был реконструирован Союзом геральдистов России.
Авторы реконструкции герба: идея — Константин Мочёнов (Химки); компьютерный дизайн — Юрий Коржик (Воронеж); обоснование символики — Галина Туник (Москва).